# Les Baronets
Pour l’article ayant un titre homophone, voir Baronnet (homonymie).
Les Baronets (1961-1972) est le nom de scène d'un célèbre trio, puis duo (1970) de chanteurs québécois des années 1960, originaire de Montréal au Québec, Canada.

## Description
Le trio original, composé de René Angélil, Pierre Labelle, Jean Beaulne  s'est formé dans les années 1959 alors qu'ils ont gravé leur tout premier disque "Johanne" sur étiquette Fleur de Lys. Ils ont fait partie de la vague yéyé de 1961. En début de carrière, ils font principalement la tournée des cabarets montréalais. Devenus rapidement populaires, ils se produisent dans plusieurs villes de la province de Québec, sur les scènes les plus importantes. Ils se sont fait connaître grâce à des interprétations en français de grands succès rock des États-Unis, mais principalement du groupe The Beatles.
En 1965, ils sont invités par l'étiquette Vee-Jay pour enregistrer à New-York. Onze chansons sont mises en boîte mais, peu après, la maison de disque fait faillite. Les bandes seront redécouvertes par le blogueur américain Gordon Skeene en 2015 et diffusées pour la première fois en cinquante ans dans le cadre d'une entrevue avec Jean Beaulne pour l'émission Mondo P.Q. - L'Envers du rétro québécois sur les ondes de CIBL 101,5 FM, animée par Sébastien Desrosiers. Jean Beaulne publiera finalement ces enregistrements sur CD au Québec en 2017 sous le titre La Vie en rose.
En 1966 et 1967, Jean Beaulne est remplacé par Jean-Guy Chapados et le trio change son nom pour Les Nouveaux Baronets.
En 1970, Jean Beaulne quitte définitivement et le trio devient un duo. René Angélil et Pierre Labelle deviennent eux-mêmes des gérants d'artistes, dissolvant le groupe Les Baronets en 1972.
- Pierre Labelle, (16 février 1941- 18 janvier 2000) a été également humoriste et comédien.
- René Angélil (16 janvier 1942-14 janvier 2016) était reconnu pour sa fonction de directeur artistique et mari de Céline Dion.

## Discographie
- Johanne (1962)
- Les Baronets en spectacle (1963)
- Ça recommence (1964)
- Les Baronets à la Comédie Canadienne (1965)
- Les Baronets en personne (1967)
- Réveillon chez la famille Canusa (1968)
- 15 succès - compilation - (1969)
- Le palmarès des Baronets (1969)
- La belle amanchure - comédie musicale (1970)
- Pierre Labelle et René Angélil (1971)
- 21 titres d'or - compilation (1974)
- Une soirée au cabaret avec les Baronets (1989)
- Les Baronets - compilation (1992)
- Les Baronets 1961-1972 (2000)
- La Vie en rose (2017)

## Note
1. 1 2  Musicographie de René Angélil
2. ↑  « René Angélil, les Baronets et le rêve américain », sur canada.ca, Radio-Canada, 27 mars 2017 (consulté le 28 septembre 2020).
3. ↑  (en-US) « 13 décembre 2015: L’album anglophone inédit des Baronets – Entrevue avec Jean Beaulne | Mondo P.Q. », sur www.mondopq.com (consulté le 3 avril 2017)

- Pierre Labelle (www.starquebec.net)